# Günz-Kaltzeit
Die Günz-Kaltzeit (auch Günz-Glazial, Günz-Komplex oder veraltet Günz-Eiszeit) ist eine Kaltzeit des Pleistozäns. Sie gilt im traditionellen viergliedrigen Kaltzeitschema der Alpen als die älteste, obwohl es Anzeichen für noch ältere Vereisungen im Alpenvorland gibt, so dass heute mit mindestens acht bis 15 Vereisungen gerechnet wird. Der Name geht auf Albrecht Penck und Eduard Brückner zurück, die diese Kaltzeit in ihrem zwischen 1901 und 1909 erschienenen mehrbändigen Werk Die Alpen im Eiszeitalter nach der Günz benannten. Typregion ist die Iller-Lech-Platte. Die Günz-Kaltzeit folgte auf das Donau-Günz-Interglazial und wurde vom Günz-Haslach-Interglazial abgelöst.
Die entsprechende Stufe in Nordeuropa heißt Elbe-Kaltzeit (veraltet Elbe-Eiszeit).

## Gliederung
Die Erstbeschreibung von Penck & Brückner bezog sich auf die Alt-Endmoränen und Älteren Deckenschotter in der Region des Salzachgletschers. Ebenfalls in die Günz-Kaltzeit gestellt werden die von Graul 1943 beschriebenen Älteren Deckenschotter im Umfeld des Rheingletschers und der südlichen Iller-Lech-Platte; und auch die von Löscher 1976 ausgeschiedenen Zwischenterrassen der nördlichen Iller-Lech-Platte und der Terrassenabfolge im Gebiet von Aindling.
Die Verhältnisse im Gebiet der Iller-Lech-Platte lassen darauf schließen, dass die Günz-Kaltzeit mindestens drei Glaziale umfasst. Die Magnetisierung der Sedimente am Höchsten und bei Heiligenberg beweist, dass das älteste Glazial bis vor die Brunhes-Matuyama-Grenze reicht, und damit noch altpleistozäne Anteile hat. Die Mehrzahl der Älteren Deckenschotter wird jedoch in die Brunhes-Polaritätszone und damit in das Mittelpleistozän gestellt. Die Günz-Kaltzeit wird mit den Glazialen A und B des Cromer-Komplexes und dem Dorst-Glazial des Bavelium-Komplexes der Niederlande parallelisiert. Sie entspricht bei dieser Parallelisierung den MIS 16, 18 und 20 und hat damit ein Alter von etwa 600.000 bis 800.000 Jahren. Falls auch das Linge-Glazial (MIS 22) des Baveliums mit der Günz-Kaltzeit parallelisiert werden muss, würde sie vor etwa 900.000 Jahren begonnen haben. Ein Nachweis für Ablagerungen oder Flussterrassen aus diesem Zeitraum im deutschen Alpenvorland steht jedoch noch aus.
In der Schweiz fällt die Günz-Kaltzeit in die Periode der Deckenschotter-Vergletscherungen.

## Vorkommen
Haupthinterlassenschaft sind die Älteren Deckenschotter, die fluvioglazial abgelagert wurden und teilweise wichtige Grundwasserspeicher bilden. Sie kommen in einer Reihe von kleineren Schottergebieten in Schwaben (hier vor allem die Zeiler Schotter), südlich von München und bei Mühldorf am Inn vor. In Oberösterreich gehören die Älteren Deckenschotter der Traun-Enns-Platte ebenfalls zu den Hinterlassenschaften der Günz-Kaltzeit. Weitere Ablagerungen aus dieser Zeit sind Fließerden, Löss-Ablagerungen und verschiedene davon abgeleitete Lehme.
Moränen der Günz-Kaltzeit sind die ältesten im nördlichen Alpenvorland sicher nachgewiesenen Altmoränen. Aus der Günz-Kaltzeit sind Reste von Moränen vor allem im östlichen Voralpenraum erhalten, so im Gebiet des Salzachgletschers und des Traun-Gletschers – diese stießen zur Mindelzeit teils etwa genausoweit vor, später nicht mehr. Östlich Linz reichen die Schüttungen der Günzzeit (Ältere Deckenschotter) bis an die Donau, teils noch über sie hinaus am Fuß der Böhmischen Masse. Im Bereich des westlichen bayrischen Voralpenlands wurden zwischen dem Rheingletscher und dem Inn-Chiemsee-Gletscher alle Spuren früherer Vereisungen durch die Gletscher der Mindel- und Riß-Kaltzeit zerstört.